# 2022 AP7
2022 AP7 är en jordnära asteroid som upptäcktes den 13 januari 2022 av den amerikanska astronomen Scott S. Sheppard vid Cerro Tololo Inter-American Observatory.
Den tillhör asteroidgruppen Apollo.